# B.A.R.S. The Barry Adrian Reese Story
B.A.R.S. The Barry Adrian Reese Story è il terzo album del rapper statunitense Cassidy, pubblicato nel 2007.
| Recensione    | Giudizio |
| ------------- | -------- |
| AllMusic      | [ 1 ]    |
| HipHopDX      | [ 2 ]    |
| XXL           | [ 3 ]    |
| RapReviews    | [ 4 ]    |
| Rolling Stone | [ 5 ]    |

## Tracce
1. Intro (B.A.R.S. vs. Da Hustla) – 6:20 (testo: Avery Chambliss, Barry Reese, Joseph Alexander – musica: Avenue, Joe Bravo)
2. My Drink N My 2 Step – 3:13 (testo: Reese, Kaseem Dean – musica: Swizz Beatz, Antwann Frost (co-prod.))
3. Where My Niggaz At (feat. Young Flac) – 4:52 (testo: Reese, Quaadir Atkinson – musica: Neo Da Matrix)
4. I Will Never Tell (Uh Uh) (feat. Dana Williams, Devon "Gold" Golder) – 4:39 (testo: Reese, Devon Golder, Lamont Coleman – musica: Devon "Gold" Golder, Lamont "Logic" Coleman)
5. I Pray (feat. Shizlansky, Devon Golder) – 4:56 (testo: Reese, Golder, Coleman, Sean Lassister – musica: Devon Golder, Lamont "Logic" Coleman)
6. Innocent – 4:12 (testo: Reese, Dean, Venor Yard – musica: Swizz Beatz)
7. Cash Rulez (feat. Bone Thugs-N-Harmony & Eve) – 3:54 (testo: Reese, Eve Jeffers – musica: Hi-Tek)
8. Leanin' on the Lord (feat. Angie Stone & Chyno Soul) – 5:07 (testo: Reese, Dean – musica: Swizz Beatz)
9. Damn I Miss the Game (feat. Rell) – 3:24 (testo: Reese, Roosevelt Harrell – musica: Bink!)
10. Done 4 Me – 3:29 (testo: Reese, Karl Daniel – musica: Dready)
11. I Get My Paper (feat. Swizz Beatz & Kamil Wright) – 4:41 (testo: Reese, Dominick Lamb – musica: Nottz)
12. Take a Trip (feat. Mashonda) – 3:33 (testo: Reese, Dean, Makeba Riddick, Mashonda Tirfrere – musica: Swizz Beatz)
13. Celebrate (feat. John Legend) – 3:57 (testo: Reese, Devon Harris, John Stephens – musica: Devo Springsteen)
14. All By Myself – 5:02 (Cassidy)

## Classifiche
| Classifica (2007)          | Posizione massima |
| -------------------------- | ----------------- |
| Stati Uniti                | 10                |
| Stati Uniti (Digitali)     | 13                |
| Stati Uniti (Indipendenti) | 20                |
| Stati Uniti (Tastemaker)   | 6                 |
| Stati Uniti (Rap)          | 2                 |
| Stati Uniti (R&B/Hip-Hop)  | 3                 |